# アレクサンドル・プルドニコフ
アレクサンドル・アレクサンドロヴィチ・プルドニコフ（ロシア語: Александр Александрович Прудников, ラテン文字表記: Aleksandr Aleksandrovich  Prudnikov, 1989年2月24日 - ）は、ロシア・スモレンスク出身のサッカー選手。ポジションはフォワード。

## 来歴

### クラブ
FCスパルタク・モスクワのアカデミー出身。2007年4月8日のFCルチ・エネルギア・ウラジオストク戦でプロ初ゴールを挙げる。その後は、武者修行のレンタル移籍を繰り返していた。2012年6月10日、レンタル期間満了に伴い、スパルタク・モスクワへ復帰するが、2012-13シーズンからチームを率いるウナイ・エメリ監督からの構想から外れ、移籍市場最終日である9月6日にFCクバン・クラスノダールへ完全移籍。
2016-17シーズンよりFCアムカル・ペルミからFKオレンブルクに移籍することが決定した。

### 代表
2006年5月14日に行われたUEFA U-17欧州選手権2006の決勝のチェコ代表戦ではスタメンで出場をした。試合はPK戦まで縺れ込んだが、3–5で優勝を手にした。
2008年10月11日、2010 FIFAワールドカップ・ヨーロッパ予選のドイツ・フィンランドとの2試合でA代表初招集を受けたものの、ベンチ入りはしていない。

## 所属クラブ
- FCスパルタク・モスクワ 2007-2012

→  FCテレク・グロズヌイ 2009
→  ACスパルタ・プラハ 2009
→  FCトム・トムスク 2010
→  FCアンジ・マハチカラ 2011-2012
- FCクバン・クラスノダール 2012
- FCアラニア・ウラジカフカス 2013
- FCルビン・カザン 2013-2014
- FCディナモ・モスクワ 2014
- FCアムカル・ペルミ 2015-2016
- FKオレンブルク 2016
- FCアンジ・マハチカラ 2017-2018
- FKスパルタクス・ユールマラ 2018
- FCアラシュケルト 2019
- FCヴィーツェプスク 2019

## タイトル

### 代表
- ロシアU-17代表
  - UEFA U-17欧州選手権：1回 (2006)